# Eparchia muromska
Eparchia muromska – jedna z eparchii Rosyjskiego Kościoła Prawosławnego, z siedzibą w Muromie. Jej ordynariuszem jest (2022) biskup muromski i wiaznikowski Nil (Syczow).
Eparchię po raz pierwszy utworzono 26 września 1198, poprzez wydzielenie z eparchii czernihowskiej. Pierwszym ordynariuszem był biskup muromski i riazański Arseniusz. Około stu lat później biskup Bazyli został wygnany przez mieszkańców Muroma i przeniósł katedrę najpierw do Starego Riazania, a następnie do Perejasławia Riazańskiego (obecnie Riazań).
Obecnie istniejąca eparchia została erygowana decyzją Świętego Synodu Rosyjskiego Kościoła Prawosławnego z 16 lipca 2013 poprzez wydzielenie z eparchii włodzimierskiej i suzdalskiej. Od momentu powstania jest częścią składową metropolii włodzimierskiej.
Eparchia obejmuje terytorium rejonów gorochowieckiego, mielenkowskiego, muromskiego, sieliwanowskiego i wiaznikowskiego obwodu włodzimierskiego.